# Zinkferrit
Zinkferrit ist eine anorganische chemische Verbindung des Zinks aus der Gruppe der Ferrite.

## Vorkommen
Zinkferrit kommt natürlich in Form des Minerals Franklinit vor.

## Gewinnung und Darstellung
Zinkferrit kann durch Reaktion von Zinkoxid mit Eisen(III)-oxid bei 1000 °C gewonnen werden.
{\displaystyle \mathrm {ZnO+Fe_{2}O_{3}\longrightarrow ZnFe_{2}O_{4}} }
Alternativ kann er durch Reaktion einer Zinkchloridlösung mit Natriumhydroxid und Eisen(III)-chlorid gewonnen werden.
{\displaystyle \mathrm {ZnCl_{2}+3\ NaOH\longrightarrow Na[Zn(OH)_{3}]+2\ NaCl} }
{\displaystyle \mathrm {Na[Zn(OH)_{3}]+2\ FeCl_{3}+5\ NaOH\longrightarrow ZnFe_{2}O_{4}+6\ NaCl+4\ H_{2}O} }

## Eigenschaften
Zinkferrit ist ein rotbrauner Feststoff. Er besitzt eine Kristallstruktur vom Spinell-Typ.

## Verwendung
Zinkferrit wird als Pigment und als Gassensor verwendet.